# Lukas Müllauer
Lukas Müllauer (3 juli 1997) is een Oostenrijkse freestyleskiër. Hij vertegenwoordigde zijn vaderland op de Olympische Winterspelen 2018 in Pyeongchang.

## Carrière
Op de wereldkampioenschappen freestyleskiën 2015 in Kreischberg eindigde Müllauer als 21e in de halfpipe en als 38e op het onderdeel slopestyle. De Oostenrijker maakte zijn wereldbekerdebuut op 27 februari 2015 in Park City, een dag later scoorde hij aldaar zijn eerste wereldbekerpunten. In augustus 2015 behaalde Müllauer in Cardrona zijn eerste toptienklassering in een wereldbekerwedstrijd. In de Spaanse Sierra Nevada nam de Oostenrijker deel aan de wereldkampioenschappen freestyleskiën 2017. Op dit toernooi eindigde hij als dertiende in de halfpipe en als 42e op het onderdeel slopestyle. Tijdens de Olympische Winterspelen van 2018 in Pyeongchang eindigde hij als zestiende in de halfpipe.
Op de wereldkampioenschappen freestyleskiën 2019 in Park City eindigde Müllauer als 29e op het onderdeel slopestyle en als dertigste op het onderdeel big air. Op 16 maart 2019 boekte de Oostenrijker in Quebec zijn eerste wereldbekerzege.

## Resultaten

### Olympische Winterspelen
| Jaar | Plaats      | Resultaten   |
| ---- | ----------- | ------------ |
| 2018 | Pyeongchang | 16e Halfpipe |

### Wereldkampioenschappen
| Jaar | Plaats        | Resultaten                  |
| ---- | ------------- | --------------------------- |
| 2015 | Kreischberg   | 21e Halfpipe 38e Slopestyle |
| 2017 | Sierra Nevada | 13e Halfpipe 42e Slopestyle |
| 2019 | Park City     | 30e Big air 29e Slopestyle  |

### Wereldbeker
Eindklasseringen
| Seizoen   | Algm | BA  | HP  | SS  |
| --------- | ---- | --- | --- | --- |
| 2014/2015 | 136e | –   | 36e | 28e |
| 2015/2016 | 74e  | –   | 13e | 33e |
| 2016/2017 | 188e | 36e | 30e | 55e |
| 2017/2018 | 147e | –   | 32e | 52e |
| 2018/2019 | 61e  | 4e  | –   | 35e |
| 2019/2020 | 71e  | 10e | –   | 35e |

Wereldbekerzeges
| Datum         | Plaats | Onderdeel |
| ------------- | ------ | --------- |
| 16 maart 2019 | Quebec | Big air   |